# Idiops crudeni
Espèce
Synonymes
- Acanthodon crudeni Hewitt, 1914

Idiops crudeni est une espèce d'araignées mygalomorphes de la famille des Idiopidae.

## Distribution
Cette espèce est endémique du Cap-Oriental en Afrique du Sud,.

## Publication originale
- Hewitt, 1914 : Descriptions of new Arachnida from South Africa. Records of the Albany Museum, vol. 3, p. 1-37.